# ISO 639:zho
zho est le code ISO 639-3 pour le chinois. Il est défini comme une macro-langue, englobant  : 
- cdo : mindong
- cjy : jinyu
- cmn : mandarin
- cpx : puxian
- czh : hui
- czo : minzhong
- gan : gan
- hak : hakka
- hsn : xiang
- mnp : minbei
- nan : minnan
- wuu : wu
- yue : cantonais

## Codes associés
Bien que le doungane (dng) soit considéré proche du mandarin, il n'est pas dans la liste du chinois ISO 639-3 à cause du développement culturel et historique séparé (voir diasystème).
L'ISO 639 liste également les codes pour le chinois archaïque (och) et le chinois médiéval (ltc). Ils ne sont pas listés dans le chinois ISO 639-3 parce qu'ils sont catégorisés respectivement comme langues ancienne et historique.